# Campfire Tales - Racconti del terrore
Campfire Tales - Racconti del terrore (Campfire Tales) è un film Horror del 1996.

## Trama
Quattro amici rimasti soli e bloccati in una strada isolata per passare il tempo raccontano delle storie di paura, per passare la nottata aspettando i soccorsi. Quando, alla fine, questi arriveranno i ragazzi si renderanno conto che i soccorsi sono ambulanze e polizia, visto che c'è stato un terribile incidente stradale. E loro quattro sono le vittime.

## Curiosità
- La prima storia raccontata nel film viene ripresa in So cosa hai fatto, dove i protagonisti raccontano la stessa storia sulla spiaggia intorno al fuoco.